# Калмыков, Юрий Хамзатович
Ю́рий Хамза́тович Калмыко́в (кабард.-черк. Къалмыкъ Юрэ; 1 января 1934, Баталпашинск, Черкесская автономная область — 16 января 1997, Москва) — советский и российский юрист, политический деятель, министр юстиции Российской Федерации в 1993—1994 гг., юрист-цивилист, профессор, доктор юридических наук, заслуженный деятель науки РСФСР (1991) и заслуженный юрист РФ (1994), основатель (совместно с В. А. Тарховым) саратовской школы гражданского права.

## Биография
Окончил юридический факультет Ленинградского государственного университета (1952—1957) и аспирантуру Саратовского юридического института.
Защитил в 1963 году кандидатскую диссертацию по теме «Обязательства, возникающие вследствие причинения вреда имуществу» и в 1971 году в Харьковском юридическом институте — докторскую диссертацию «Правовые вопросы хозрасчета промышленного предприятия».
Работал стажёром, народным судьёй Хабезского района Карачаево-Черкесской области, был ассистентом, старшим преподавателем, доцентом, профессором, заведующим кафедрой гражданского права (1968) Саратовского юридического института.
Профессором и заведующим кафедрой в Саратове проработал свыше двадцати лет, пока 26 марта 1989 года не был избран народным депутатом СССР.
Работал председателем Комитета Верховного Совета СССР по законодательству, Министром юстиции Российской Федерации и членом Совета безопасности России, был депутатом (с декабря 1993) Государственной Думы первого созыва.
Был председателем Конгресса кабардинского народа (с 1992), президентом Международной черкесской ассоциации (1990—1993, 1996). Именно его вмешательство в политический кризис в Кабардино-Балкарии 1992 года позволило избежать кровопролития.
Ректор, а затем заместитель председателя Совета Исследовательского центра частного права при Президенте РФ.
С конца 1996 года стал ректором Российской школы частного права.
Ю. Х. Калмыков умер 16 января 1997 года и в тот же день был похоронен в родном селе Абазакт (Карачаево-Черкесская Республика).
Жена — Октябрина Калмыкова; дочь Мадина.

### Позиция по решению о вводе войск в Чечню
Находясь на посту министра юстиции Российской Федерации, Калмыков категорически отказался поддерживать решение о вводе войск в Чечню. Юрий Калмыков провел в Грозном переговоры по мирному урегулированию и предотвращению войны. Убедившись в том, что он не в состоянии предотвратить развязывание войны, Ю. Калмыков добровольно подал в отставку с поста министра юстиции РФ и из состава Совета безопасности Российской Федерации.
После объявленного ввода федеральных войск в Чечню участвовал с группой депутатов Государственной Думы и членов Совета Федерации в рассмотрении Конституционным Судом Российской Федерации ряда указов Президента Российской Федерации и постановления Правительства от 9 декабря 1994 г. N 1360 «Об обеспечении государственной безопасности и территориальной целостности Российской Федерации, законности, прав и свобод граждан, разоружения незаконных вооруженных формирований на территории Чеченской Республики и прилегающих к ней регионов Северного Кавказа» на соответствие Конституции. Некоторые из оспариваемых актов были признаны противоречащими Основному Закону, однако данное дело стало одним из самых «громких» в истории суда, восемь судей высказали свое особое мнение по данному вопросу.

### Участие в законотворческой деятельности
Участвовал, в частности, в разработке проектов законов «О конституционном надзоре в СССР» (1989), «О всенародном голосовании (референдуме) в СССР» (1990), Основ гражданского законодательства Союза ССР и республик (1991), Гражданского кодекса РФ.

## Публикации
Автор десяти монографий и около двухсот научных статей по праву собственности, субъектам гражданского права, теории гражданских правоотношений, договорным и внедоговорным обязательствам, жилищному, семейному, наследственному праву. В 1991 и 1995 годах под его редакцией в Саратове вышел двухтомный учебник по гражданскому праву.
- Калмыков Ю.X. Хозрасчет промышленного предприятия (правовые вопросы). — М., 1972.
- Калмыков Ю. Х. Избранное: Труды. Статьи. Выступления./ Сост. О. М. Козырь, О. Ю. Шилохвост; Предисл. В. Ф. Яковлева. — М., 1998.